# Tibor Flórián
Tibor Flórián [ˈtibor ˈfloːriaːn] (* 2. März 1919 in Budapest; † 28. Januar 1990 ebenda) war ein ungarischer Schachspieler, Schachkomponist, Autor und Funktionär.

## Nahschach
1945 gewann Flórián die ungarische Meisterschaft. 1948 erreichte er in Belgrad den geteilten ersten Platz. Weitere Erfolge waren Platz 4 in Bukarest 1949, Platz 3 in Bukarest 1951 sowie Platz 3 in San Benedetto del Tronto 1957. 1952 nahm er an der Schacholympiade in Helsinki teil (+3 =7 −2). 1961 vertrat er Ungarn bei der Mannschafts-Europameisterschaft in Oberhausen.
1950 verlieh ihm der Weltschachbund FIDE den Titel Internationaler Meister. Flórián erreichte im Dezember 1958 seine beste historische Elo-Zahl von 2554.

## Fernschach
Auch im Fernschach war Flórián aktiv. So nahm er an der 7., 8. und 9. Fernschacholympiade teil.

## Schachkomposition
Mit 15 Jahren komponierte er seine ersten Schachaufgaben, viele veröffentlichte er unter dem Pseudonym Feldmann.

## Funktionär
Von 1961 bis 1984 war Flórián Generalsekretär des ungarischen Schachverbandes. Bereits 1951 wurde er Internationaler Schiedsrichter. Bei der Schacholympiade der Damen 1969 fungierte er als Hauptschiedsrichter.

## Schachautor
Flórián veröffentlichte viele Artikel in verschiedenen Schachzeitschriften. Von 1983 bis 1984 war er Chefredakteur der ungarischen Zeitschrift Magyar sakkélet. Auch schrieb er mehr als 20 Schachbücher.